# 아르코스데할론

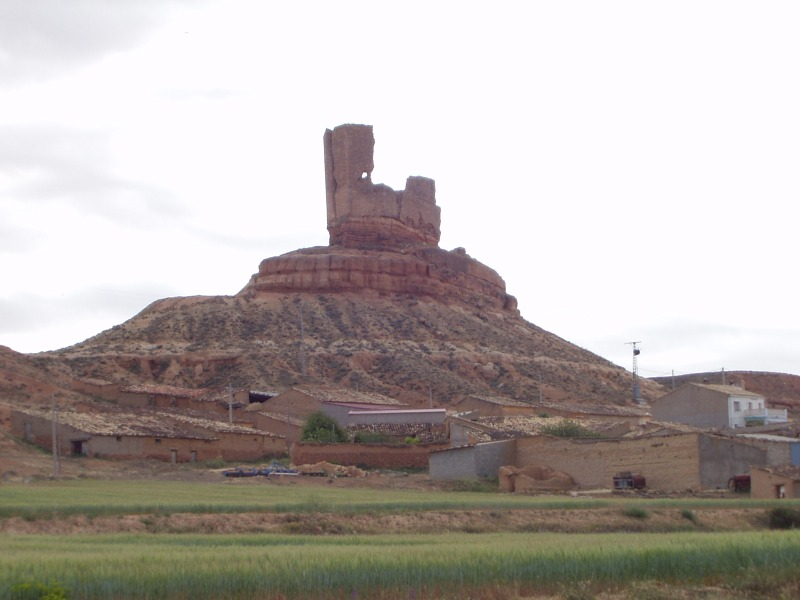

아르코스데할론(Arcos de Jalón)은 스페인 카스티야이레온주 소리아도에 위치한 지방 자치체이다. 2009년 기준으로 인구 수는 1,782명이다.

## 지방 자치체에 포함된 정착지 목록
- Aguilar de Montuenga
- Chaorna
- Jubera
- Judes
- Iruecha
- Layna
- Montuenga de Soria
- Sagides
- Somaén
- Urex de Medinaceli
- Utrilla
- Velilla de Medinaceli